# محمدابراهیم امیرتیمور کلالی
محمد ابراهیم امیرتیمور کلالی (۱۳ مهر ۱۲۷۳ – ۲۲ بهمن ۱۳۶۶)، رئیس ایل تیموری، رئیس شهربانی کل کشور، وزیر کار و کشور در کابینه محمد مصدق و چندین دوره نمایندهٔ مجلس شورای ملی بود.

## خانواده
امیر تیمور کلالی در سیزدهم مهر ۱۲۷۳ خورشیدی در خانواده‌ای از ملاکان عمده در شرق خراسان به دنیا آمد. وی فرزند امیر علی‌مردان خان تیموری ملقب به نصرت‌الملک بود و اجداد او ریاست ایل تیموری و حفاظت سرحدات خراسان را به عهده داشتند. امیر تیمور کلالی در بیست سالگی ریاست ایل تیموری را برعهده گرفت. در سال ۱۲۹۷ به تهران آمد و با خانم حاجب دولو دختر مصطفی‌قلی خان امیرمعظم حاجب‌الدوله، یکی از کارگزاران دربار قاجار، ازدواج کرد.

## آغاز کار
امیر تیمور کلالی مشاور قوام‌السلطنه در سمت فرماندار خراسان بود و نقش وی در جریان قیام کلنل محمد تقی خان پسیان از نکات بارز زندگی وی است. امیر تیمور کلالی در دوره ششم مجلس شورای ملی به‌عنوان نماینده مردم فردوس وارد مجلس شورای ملی شد. در این دوره نقش وی در قضیه کشف حجاب قابل توجه بود. در دوره‌های هفتم تا نهم به نمایندگی مشهد و در دوره‌های دوازدهم، سیزدهم به نمایندگی کاشمر در مجلس شورای ملی حضور داشت.

## مخالفت با اتحاد با متقفین
دوره سیزدهم دو ماه پس از اشغال ایران در شهریور ۱۳۲۰ و کناره‌گیری رضا شاه از سلطنت آغاز شد. از این دوره، امیر تیمور کلالی در مجلس فعال شد و نخستین فعالیت او مخالفت با «عهدنامه اتحاد» بود که او محمدعلی فروغی با متفقین بست. او در شرایطی که سرنوشت جنگ هنوز نامعلوم بود، بستن این پیمان را خطرناک می‌دانست و در مخالفت با آن گفت:

«جنگ متغیر است و سرنوشت جنگ معلوم نیست، هیچ‌کس نمی‌داند غالب کیست و مغلوب کدام است و خاتمه این جنگ به چه صورت بین طرفین خواهد بود. به عقیده بنده و با این مقدمه، اگر ما از اصل بی‌طرفی تجاوز و سرنوشت خودمان را به سرنوشت جنگی یکی از متخاصمین مرتبط کنیم، قماری کرده‌ایم که عاقبتش معلوم نیست و به حکم عقل و تجربه، قمار برای کسی برد ندارد و به همین دلیل، به فتوای بزرگان عالم، مذموم و حرام و مردود شده».

## استیضاح قوام‌السلطنه
امیر تیمور کلالی از آن پس از نمایندگان بانفوذ و فعال مجلس شد. سال بعد و پس از حادثه هفدهم آذر ۱۳۲۰ دولت قوام‌السلطنه را به استیضاح کشید. از نظر او این حادثه «در نتیجه سوء اداره و تدبیر اجتماع به وجود آمد». دلیل دیگر استیضاح، توقیف جراید به دستور قوام بود و اینکه «آقای احمد قوام آن قسمت از برنامه دولت را راجع به تأمین آذوقه و ارزاق عمومی و استقرار امنیت به نحو مطلوب انجام نداده و علاوه سطح زندگانی طوری متصاعداً در این مدت بالا رفته که برای بسیاری از طبقات مردم مشکل و طاقت‌فرسا گردیده و نتیجه امنیت هم به اینجا منجر است که با مسلسل و مترالیوز مردمان بی‌گناه و عابرین سبیل و رهسپار دیار عدم و نیستی و برادرکشی آغاز بشود». امیر تیمور کلالی در نشست بعدی استیضاح را پس گرفت.

## وزیر مصدق
در دوره‌های چهاردهم و پانزدهم نیز امیر تیمور کلالی نماینده مشهد و چند بار نایب رئیس مجلس شد. در دولت محمد مصدق مدتی سمت وزارت کار و وزارت کشور را به عهده داشت. پس از سقوط دولت مصدق در سال ۱۳۳۲ در انتخابات شرکت جست و به نمایندگی از فردوس و طبس به مجلس راه یافت (دوره هجدهم). در دومین جلسه مجلس که اعتبارنامه‌اش مطرح شد، سر و صدا به پا شد. عبدالصاحب صفائی نماینده ساری صدا زد: وزیر کشور مصدق بود. سید محمدعلی شوشتری نماینده گرگان گفت: قیام بر علیه حکومت ملی کرد. مهدی میراشرافی نماینده مشکین شهر داد زد: ادارات ما را غارت کرد. اعتبارنامه امیر تیمور با شکایت شوشتری و میراشرافی و سید مهدی پیراسته نماینده ساوه به کمیسیون تحقیق رفت اما سرانجام، اعتبارنامه‌اش تصویب شد. او در این دوره از مجلس همراه با مصطفی کاشانی، شمس قنات‌آبادی، محمد درخشش و سید ابوالحسن حائری‌زاده به مخالفت با قرارداد کنسرسیوم برخاست.

## پایان عمر
امیر تیمور کلالی پس از انقلاب مدتی از ایران خارج شد و پس از بازگشت به ایران در سن ۹۳ سالگی درگذشت و در جنوب کالیفرنیا به خاک سپرده شد.

## عمارت
خانه-باغ او در خیابان فرشته، در پی انقلاب ۱۳۵۷ بنا به نفع بنیاد مستضعفان انقلاب اسلامی مصادره و مدت کوتاهی پس از آن به سفارت یوگسلاوی واگذار شد. با فروپاشی یوگسلاوی، این خانه باغ تا پایان دهه ۱۳۷۰ در اختیار سفارت بوسنی و هرزگوین قرار گرفت. پس از آن، محل فیلم‌برداری سریال پاورچین و چند فیلم و سریال دیگر شد. از سال ۱۴۰۰ با شنیدن زمزمه‌هایی بر تخریب و نوسازی این باغ توسط بنیاد مستضعفان، بیم تخریب این عمارت تاریخی می‌رود.